# Estádio Adriático
O Estádio Adriatico-Giovanni Cornacchia é o estádio onde joga o Pescara Calcio. Fica situado na cidade de Pescara, na Itália. Foi inaugurado em 1955 e remodelado em 2009 para os Jogos do Mediterrâneo de 2009.